# Alexander Zuev
Alexander Lvovich Zuev (en russe : Александр Львович Зуев), née le 4 octobre 1996 à Berezniki, est un joueur russe de basket-ball et de Basket-ball à trois.

## Biographie
Il remporte la Coupe du monde FIBA 3x3 U23 en 2018 en 2019. Il est membre de l'équipe du comité olympique russe 3x3 qui dispute les Jeux olympiques de Tokyo ; battus en finale par la Équipe de Lettonie masculine de basket-ball à trois, il est médaillé d'argent avec ses coéquipiers Pisklov, Sharov et Karpenkov.

## Palmarès
- Médaille d'argent aux Jeux olympiques d'été de 2020 en basket à trois.